# Derek Quinnell
Derek Leslie Quinnell (Llanelli, 22 maggio 1949) è un ex rugbista a 15 e imprenditore britannico, internazionale per il Galles e per i British Lions, a lungo terza linea del Llanelli RFC.
Educato alla Queen Elizabeth Grammar School di Carmarthen, Derek Quinnell ha disputato la sua prima partita per il Llanelli RFC nel 1967 e ha fatto il suo debutto internazionale con il Galles il 25 marzo 1972 contro la Francia. Prima di allora aveva già però preso parte ad un tour dei British and Irish Lions, quello in Nuova Zelanda del 1971. In seguito prese parte anche a quelli del 1977, sempre in Nuova Zelanda, e del 1980, in Sudafrica. Per la nazionale ha giocato 23 partite (l'ultima il 1º novembre 1980 contro gli All Blacks), vincendo 4 Cinque Nazioni (1973, 1975, 1978, 1979) col Grande Slam nel 1978.
Tre dei suoi figli, Scott, Craig e Gavin sono giocatori professionisti di rugby. Craig è stato convocato nella nazionale di rugby XV, mentre Scott sia in quella di rugby XV che di rugby XIII. Gavin, il più giovane e che giocava   nel Rugby Viadana, si è ritirato nel 2010.